# Neoepiblemidae
Neoepiblemidae (лат.) — семейство вымерших гигантских грызунов из парвотряда Caviomorpha. Роды Dabbenea и Perumys теперь включены в род Phoberomys. Разграничение между Neoepiblemidae и пакарановыми (Dinomyidae) исторически было неясным, при этом некоторые роды (такие как Phoberomys и Eusigmomys) имели сомнительное таксономическое положение. Исследование 2017 года показало, что Phoberomys относятся к семейству Neoepiblemidae, а Eusigmomys — к пакарановым.
Ископаемые остатки Neoepiblemidae известны с раннего миоцен по поздний плиоцен (21,0—2,588 миллионов лет назад). Окаменелости представителей этого семейства были обнаружены в Южной Америке: Аргентине, Перу, Венесуэле, Чили и Бразилии.
С массой тела, оцениваемой в 221—774 кг, Phoberomys pattersoni был одним из крупнейших грызунов, известных современной науке.

## Классификация
По данным сайта Paleobiology Database, на сентябрь 2022 года в семейство включают 4 вымерших рода:
- † Doryperimys
- † Neoepiblema
- † Perimys
- † Phoberomys